# Labidocera pseudacuta
Labidocera pseudacuta is een eenoogkreeftjessoort uit de familie van de Pontellidae. De wetenschappelijke naam van de soort is voor het eerst geldig gepubliceerd in 1967 door Silas & Pillai.